# Alianța pentru Egalitate și Justiție Europeană
Alianța pentru Egalitate și Justiție Europeană (acronim ABDE; în albaneză Aleanca për Barazi dhe Drejtësi Europiane, în aromână Ligãturea ti Egaliteati shi Ndrept European) este un partid politic⁠(d) din Albania care reprezintă minoritatea aromână din această țară.

## Înființare
ABDE a fost înființată la 28 octombrie 2011 în orașul Durrës de un grup de aromâni entuziaști conduși de Valentino Mustaka, care a devenit președintele partidului, și Koçi Janko (în aromână Valentino Mustaca si Coci Iancu). Ulterior, membrii partidului au început o campanie de adunare de semnături pentru a se conforma cerințelor legislației albaneze care impune ca partidele să depună o listă cu 3.000 de semnături de susținere pentru a fi înregistrate legal. ABDE a adunat 3.899 de semnături în favoarea înregistrării sale și a depus o cerere de înregistrare legală, care a fost acceptată la 17 februarie 2012.
După înregistrarea sa, fondatorii partidului au susținut că ABDE a fost înființat ca urmare a „necesității obiective a societății albaneze de reînnoire a clasei politice în conformitate cu realitățile secolului al XXI-lea și cu perspectiva europeană a Albaniei”. Ei au afirmat, de asemenea, că ABDE va fi un partid politic de centru-dreapta și proeuropean și că va forma o coaliție cu entitatea politică care va câștiga alegerile parlamentare din Albania din 2013⁠(d).
Alianța pentru Egalitate și Justiție Europeană intenționa, potrivit fondatorilor, să susțină permanent guvernul aflat la putere pentru a putea apăra cât mai eficient interesele comunității aromâne.
Înființarea acestui partid a stârnit controverse în presa din Grecia⁠(d), care a susținut că acest lucru „are ca efect ruperea treptată a legăturii lor [aromânilor] cu trunchiul grecesc”. Alte acte de emancipare a aromânilor din Albania sunt, de asemenea, văzute negativ de unele instituții de presă grecești, care îi descriu pe aromâni drept „greci vorbitori ai unei limbi latine”.

## Obiective
Obiectivul principal al programului său politic este unificarea tuturor aromânilor din Albania, prin crearea unei inițiative comune care să adune la un loc toate asociațiile aromânilor din Albania, în scopul identificării problemelor și reprezentării intereselor. Fondatorii partidului au susținut că doresc creșterea reprezentării politice a comunității aromânilor în administrația publică centrală și locală și consolidarea învățământului în limba aromână la nivel preuniversitar și universitar. Ei s-au plâns, de asemenea, de situația educației pentru aromânii din Albania, afirmând că în acea vreme funcționa o singură școală aromână în toată țara, care nici măcar nu era finanțată de stat.

## Alianțe politice
ABDE a format în anul 2021, alături de alte șase partide politice minore din Albania, o coaliție electorală cunoscută inițial sub numele de „Alianța Ora Națională – Emigrația – Uniunea Populară și Conservatorii” (în albaneză Aleanca Ora Kombëtare – Emigracioni – Bashkimi Popullor dhe Konservatorët, AOKBPEK), pentru a participa la alegerile parlamentare din Albania din 2021⁠(d). Alianța, care a fost înscrisă pe listele electorale ca „Alianța Uniunea Populară – Emigrația – Ora Speranței și Conservatorii” (în albaneză Aleanca Bashkimi Popullor Emigracioni – Ora e Shpresës dhe Konservatorët, acronim ABEOK) a obținut doar 1376 de voturi (adică 0,0872% din numărul total al voturilor) și nu a fost reprezentată în viitorul parlament.